# آرنایا
آرنایا (به لاتین: Arnaia) یک منطقهٔ مسکونی در یونان است که در Aristotelis Municipality واقع شده‌است.